# (3137) Horky
(3137) Horky (1982 SM1) – planetoida z pasa głównego asteroid okrążająca Słońce w ciągu 3,72 lat w średniej odległości 2,4 au. Odkryta 16 września 1982 roku.